# Сокасті (Південна Кароліна)
Сокасті (англ. Socastee) — переписна місцевість (CDP) в США, в окрузі Горрі штату Південна Кароліна. Населення — 22 213 особи (2020).

## Географія
Сокасті розташоване за координатами 33°41′15″ пн. ш. 79°0′32″ зх. д. / 33.68750° пн. ш. 79.00889° зх. д. (33.687395, -79.008860).  За даними Бюро перепису населення США в 2010 році переписна місцевість мала площу 35,92 км², з яких 34,56 км² — суходіл та 1,36 км² — водойми.

## Демографія
Згідно з переписом 2010 року, у переписній місцевості мешкали 19 952 особи в 7959 домогосподарствах у складі 5179 родин. Густота населення становила 555 осіб/км².  Було 9394 помешкання (262/км²).
Расовий склад населення:
| - 81,8 % — білих - 7,6 % — чорних або афроамериканців - 1,8 % — азіатів - 0,6 % — корінних американців - 0,2 % — вихідців з тихоокеанських островів - 5,1 % — осіб інших рас |

До двох чи більше рас належало 2,9 %. Частка іспаномовних становила 10,8 % від усіх жителів.
За віковим діапазоном населення розподілялося таким чином: 22,5 % — особи молодші 18 років, 65,9 % — особи у віці 18—64 років, 11,6 % — особи у віці 65 років та старші. Медіана віку мешканця становила 36,3 року. На 100 осіб жіночої статі у переписній місцевості припадало 97,9 чоловіків;  на 100 жінок у віці від 18 років та старших — 94,9 чоловіків також старших 18 років.
Середній дохід на одне домашнє господарство  становив 48 630 доларів США (медіана — 39 384), а середній дохід на одну сім'ю — 53 648 доларів (медіана — 45 068). Медіана доходів становила 34 055 доларів для чоловіків та 27 363 долари для жінок. За межею бідності перебувало 19,3 % осіб, у тому числі 31,1 % дітей у віці до 18 років та 12,1 % осіб у віці 65 років та старших.
Цивільне працевлаштоване населення становило 9862 особи. Основні галузі зайнятості: мистецтво, розваги та відпочинок — 21,6 %, освіта, охорона здоров'я та соціальна допомога — 16,9 %, роздрібна торгівля — 16,6 %.